# 杜萬卡 (庫皮揚斯克區)
49°32′8″N 37°25′14″E / 49.53556°N 37.42056°E
杜萬卡（烏克蘭語：Дуванка）是位於烏克蘭東部的村莊，由哈爾科夫州庫皮揚斯克區的舍夫琴科韦市镇負責管轄。該村始建於1895年，面積1.31平方公里，海拔高度138米，2001年人口38，人口密度每平方公里29人。